# Dominique Aury
Dominique Aury, cuyo nombre real era Anne Desclos (Rochefort-sur-Mer, Charente-Maritime; 23 de septiembre de 1907-Corbeil-Essonnes, Isla de Francia; 27 de abril de 1998) fue una intelectual y escritora francesa, la autora de Lecture pour tous y de centenares de ensayos y prefacios. Además, dio a la imprenta, como divertimento, Histoire d'O (Historia de O), publicado bajo el seudónimo de Pauline Réage.

## Historia
Fue una eminente figura de la literatura francesa, como traductora, crítica de libros y editora. Estudió en la Universidad de París. Hizo periodismo literario y escribió poemas. 
Fue adjunta a la dirección de la NRF; descubrió muchos talentos, estuvo en numerosos jurados y fue la primera mujer que se sentó en el comité de evaluación de la editorial Gallimard. Tuvo gran peso en la modernización de la literatura en francés. Fue consejera del Ministro de educación; y logró ser miembro luego de la Légion d'Honneur. El Gobierno de Francia anunció recientemente que será incluida en una lista de orgullos nacionales. 
Destacó por sus trabajos para Gallimard, pues se convirtió en una referencia en la edición francesa, como cuenta por ejemplo Carlos Barral en el tercer tomo de sus memorias, Cuando las horas veloces, y por su importante crítica literaria. Su familia dominaba el inglés (su padre se formó en Inglaterra y nunca logró que se le borrase ese acento), ella cultivó desde niña esta afición, leyendo más libros en inglés que en francés; a ello se sumó a su voracidad lectora, que es legendaria, facilitada por su enorme dificultad para dormir. Aury tradujo decenas de textos, por ejemplo de Thomas Browne, James Hogg, Stephen Crane, Arthur Koestler y Evelyn Waugh.
Pero se la conoce más hoy por su novela, un ejercicio que quedó fuera de su profesión de letras y su importante crítica literaria, reflejada en Lecture pour tous, donde analizaba un buen número de autores consagrados. Falleció a los 90 años el 30 de abril de 1998.

## El libro anónimo
Dominique Aury reveló con 86 años, a una revista estadounidense, que La historia de O fue escrita por ella para atraer más al autor del prólogo y amante, el escritor Jean Paulhan, con las armas de que disponía, la creación literaria. En una entrevista de 1994 Aury dijo:

Historia de O fue un cuento de hadas de otro mundo, un mundo en el cual parte de mí vivió por mucho tiempo, un mundo que ya no existe excepto entre las tapas de un libro... Por mucho tiempo, viví dos vidas paralelas. Y mantuve meticulosamente separadas esas dos vidas, tan separadas que la pared invisible entre ambas me parecía normal y natural.
Dominique Aury

El texto dio la vuelta al mundo, a menudo clandestinamente, y fue coronado en 1955 con el premio literario francés "Les Deux magots". Histoire d'O se volvió luego más popular con la película de Just Jaeckin, protagonizada por Corinne Clery.
Aury, que lo escribió como divertimento, no pensaba publicarlo. Fue para ella un desafío, una empresa que emprendía para conquistar más a Jean Paulhan, al que conoció durante la ocupación alemana, cuando ella distribuía una revista Lettres Françaises. Aury, que vivió con él, fue entregando por capítulos el texto a Paulhan, que se apasionó por su brillantez. Luego, lo leyeron entre otros Supervielle y Mandiargues. Nunca reconoció ser su autora hasta el final de su vida, aunque varios cercanos adivinaron que ella podría estar detrás, dado su estilo literario.

## Obra

### Poesía
- Songes, Mazamet, éd. Perpétuelles, 1991.

### Ensayos
- Lecture pour tous, París, Gallimard, 1958.
- Lecture pour tous, tome II,  París, Gallimard, 1999,
- Destin de Venise, ne Fulvio Roiter y F. Roiter, Venise à fleur d'eau, Lausana, Clairefontaine, 1954.
- 'Qu'est-ce qu'un goujat ?, in Lui n 12, Presse Office, París, XII 1964.
- Col., Miroirs : autoportraits / photographies d'Édouard Boubat,  París, Denoël, 1973.
- L'opéra, in dir. Béatrice Didier, Corps écrit, 20,  París, PUF, 1986.

### Con el seudónimo Pauline Réage
- Histoire d'O, J.J. Pauvert, Sceaux, Hauts-de-Seine, 1954,
- Retour à Roissy / Une fille amoureuse, París, J. J. Pauvert, 1969

## Poesía
- Poètes précieux et Littérature baroque du XVIIe, Angers, Jacques Petit, 1941.
- Anthologie de la poésie religieuse française, París, Gallimard, 1943.
- Con Jean Paulhan, Poètes d'aujourd'hui, Lausana, Guilde du Livre, 1947

### Traducciones
- James Hogg, pref. André Gide, Confession du pécheur justifié, París, Charlot, 1949.
- Arthur Koestler, Analyse d'un miracle: naissance d'Israël, París, Calmann-Lévy, 1949.
- Evelyn Waugh, Le Cher disparu, París, Robert Laffont, 1949.
- Henry Miller, Aller retour New York, Lausana, Guilde du Livre, 1956.
- Stephen Crane, La Conquête du courage, Lausana, Guilde du Livre, 1960.
- Con Henri Thomas, L'Amour, París, Gallimard, 1968.
- Con J. Terracini, Arthur Koestler, le Yogi et le commissaire, París, Le Livre de poche, 1969.
- Thomas Browne, Hydriotaphia ou Discours sur les urnes funéraires récemment découvertes dans le Norfolk par Sir Thomas Browne, París, Gallimard, 1970.
- Thomas Browne, Sur les rêves, Abbaye Sainte-Marie de Fontfroide, Fata Morgana, 1994.